# استان گوآرایوس
استان گوآرایوس (انگلیسی: Guarayos Province) یکی از استان‌های بولیوی در بولیوی است که در شهرستان سانتا کروز (بولیوی) واقع شده‌است.